# 1257 هـ
1257 هـ هي سنة في التقويم الهجري امتدت مقابلةً في التقويم الميلادي بين سنتي 1841 و1842.

## أحداث
- ظهور عبد الله بن ثنيان حفيد حاكم الأسرة السعودية واحتلاله الرياض|للرياض.
- جمادى الأول:اندلاع معركة بقعاء بين أهالي القصيم وعبد الله ابن رشيد وانتهت بانتصار ابن رشيد.

## مواليد
- أبو شيبة التميمي
- تشيلستينو سكيابارلي
- دري باشا
- محمد دري باشا
- صالح القزويني

## وفيات
- أحمد المقاطي العتيبي
- أحمد بن حسن بن رشيد بن مثيني العياش
- أمين بن مصطفى الحرفوشي
- على بن حسين آل الشيخ